# Pedaliodes amaphania
Pedaliodes amaphania är en fjärilsart som beskrevs av Otto Thieme 1905. Pedaliodes amaphania ingår i släktet Pedaliodes och familjen praktfjärilar. Inga underarter finns listade i Catalogue of Life.